# P. Em. Lithander & Co AB
P. Em. Lithander & Co AB var en grossistfirma och konfektionstillverkare i Göteborg och senare Kungsbacka. Företaget grundades 1870 av Pehr Lithander och var verksamt fram till 1960-talet.

## Historia
Pehr Lithander inträdde redan som femtonåring på handelsbanan och var först biträde i minuthandel, men fick 1856 anställning hos den stora sidenfabriksfirman K. A. Almgren i Stockholm till 1870, varefter han med ekonomiskt stöd av K. A. Almgren och J. Lenning grundade i Göteborg handelsfirman P. Em. Lithander & Co. Lithander ägde J.A. Wettergren & Co 1870–1871.
Firman omfattade till en början endast kommissionshandel med kläde och vävnader av svenska fabrikat, men utvidgades 1875 även till grosshandel. Huvudkontoret var under många år på Stora Nygatan 19/Stora Nygatan 21 i Göteborg.
Bolaget ombildades 1898 med sönerna Edvard Lithander och John Lithander som delägare till P. Em. Lithander & Co., Handels- och Industri AB, där Pehr Lithander blev verkställande direktör. Edvard Lithander var bolagets verkställande direktör 1905–1940.
På 1940-talet började bolaget med tillverkning av konfektion genom dotterbolagen AB Pelanco, AB Damkappor (med varumärket Distingo) i Kristianstad och AB Varla Konfektion. 1955 lades engrosförsäljningen av tyger ned och bolaget flyttade sin verksamhet till Kungsbacka där ett nytt dotterbolag bildades, AB Validamaskiner. Krisen i den svenska konfektionsbranschen drabbade bolaget som lade ned bolagen AB Pelanco 1958, AB Varla Konfektion 1965 och AB Validamaskiner 1966. Lithanders fabriker i Kungsbacka är idag platsen för Kungsmässan. Huvudkontoret i Kungsbacka blev efter nedläggningen polishus.